# یواس‌اس آیس بوت (۱۸۶۱)
یواس‌اس آیس بوت (۱۸۶۱) (به انگلیسی: USS Ice Boat (1861)) یک کشتی بود که در جنگ داخلی آمریکا به‌کار گرفته شد.